# News of the World Tour
News of the World Tour fu la settima tournée del gruppo rock britannico Queen, svoltasi tra il 1977 e il 1978 e legata alla promozione del loro sesto album News of the World. Successivo al A Day at the Races Tour, questo tour precedette il Jazz Tour, che si tenne nel 1978.

## Tour americano

### Date
| Concerti                                      |                                              |
| --------------------------------------------- | -------------------------------------------- |
| 11-11-1977 Portland, Stati Uniti d'America    | 01-12-1977 New York, Stati Uniti d'America   |
| 12-11-1977 Boston, Stati Uniti d'America      | 02-12-1977 New York, Stati Uniti d'America   |
| 13-11-1977 Springfield, Stati Uniti d'America | 04-12-1977 Dayton, Stati Uniti d'America     |
| 15-11-1977 Providence, Stati Uniti d'America  | 05-12-1977 Chicago, Stati Uniti d'America    |
| 16-11-1977 New Haven, Stati Uniti d'America   | 08-12-1977 Atlanta, Stati Uniti d'America    |
| 18-11-1977 Detroit, Stati Uniti d'America     | 10-12-1977 Fort Worth, Stati Uniti d'America |
| 19-11-1977 Detroit, Stati Uniti d'America     | 11-12-1977 Houston, Stati Uniti d'America    |
| 21-11-1977 Toronto, Canada                    | 15-12-1977 Las Vegas, Stati Uniti d'America  |
| 23-11-1977 Filadelfia, Stati Uniti d'America  | 16-12-1977 San Diego, Stati Uniti d'America  |
| 24-11-1977 Filadelfia, Stati Uniti d'America  | 17-12-1977 Oakland, Stati Uniti d'America    |
| 25-11-1977 Norfolk, Stati Uniti d'America     | 20-12-1977 Long Beach, Stati Uniti d'America |
| 27-11-1977 Richfield, Stati Uniti d'America   | 21-12-1977 Long Beach, Stati Uniti d'America |
| 29-11-1977 Washington, Stati Uniti d'America  | 22-12-1977 Inglewood, Stati Uniti d'America  |

### Scaletta Tour U.S.A.
1. We Will Rock You (slow/fast)
2. Brighton Rock
3. Somebody To Love
4. Death On Two Legs
5. Killer Queen
6. Good Old-Fashioned Lover Boy
7. I'm In Love With My Car
8. Get Down Make Love
9. Millionaire Waltz
10. You're My Best Friend
11. Spread Your Wings
12. Liar
13. Love Of My Life
14. '39
15. My Melancholy Blues
16. White Man
17. Instrumental Inferno
18. The Prophet's Song (replica)
19. Now I'm Here
20. Stone Cold Crazy
21. Bohemian Rhapsody
22. Tie Your Mother Down
23. We Will Rock You
24. We Are The Champions
25. Sheer Heart Attack
26. Jailhouse Rock
27. God Save The Queen

## Tour europeo

### Date
| Concerti                          | Concerti                               |
| --------------------------------- | -------------------------------------- |
| 12.04.1978 Stoccolma, Svezia      | 26.04.1978 Dortmund, Germania          |
| 13.04.1978 Copenaghen, Danimarca  | 28.04.1978 Berlino, Germania           |
| 14.04.1978 Amburgo, Germania      | 30.04.1978 Zurigo, Svizzera            |
| 16.04.1978 Bruxelles, Belgio      | 02.05.1978 Vienna, Austria             |
| 17.04.1978 Bruxelles, Belgio      | 03.05.1978 Monaco di Baviera, Germania |
| 19.04.1978 Rotterdam, Paesi Bassi | 07.05.1978 Stafford, Regno Unito       |
| 20.04.1978 Rotterdam, Paesi Bassi | 11.05.1978 Londra, Regno Unito         |
| 21.04.1978 Bruxelles, Belgio      | 12.05.1978 Londra, Regno Unito         |
| 23.04.1978 Parigi, Francia        | 13.05.1978 Londra, Regno Unito         |
| 24.04.1978 Parigi, Francia        |                                        |

### Scaletta Tour Europeo
1. We Will Rock You (slow/fast)
2. Brighton Rock
3. Somebody To Love
4. Death On Two Legs
5. Killer Queen
6. Good Old-Fashioned Lover Boy
7. I'm In Love With My Car
8. Get Down Make Love
9. Millionaire Waltz
10. You're My Best Friend
11. Spread Your Wings
12. It's Late
13. Now I'm Here
14. Love Of My Life
15. '39
16. My Melancholy Blues
17. White Man
18. Instrumental Inferno
19. The Prophet's Song (replica)
20. Stone Cold Crazy
21. Bohemian Rhapsody
22. Tie Your Mother Down
23. We Will Rock You
24. We Are The Champions
25. Sheer Heart Attack
26. Jailhouse Rock
27. God Save The Queen